# Volta a Burgos 2023
La Volta a Burgos 2023, 45a edició de la Volta a Burgos, és una competició ciclista per etapes que es disputà entre el 15 i el 19 d'agost de 2023 sobre un recorregut de 674,1 km, repartits en 5 etapes. La cursa formava part del calendari de l'UCI ProSeries en categoria 2.Pro.
El vencedor final fou l'eslovè Primož Roglič (Team Jumbo-Visma), que s'imposà per 39" a Aleksandr Vlàssov (Bora-Hansgrohe). Adam Yates (UAE Team Emirates) completà el podi.

## Equips
L'organització convidà a prendre part en la cursa a quinze equips; vuit World Tour, sis UCI ProTeams i un equip continental:
| WorldTeams (8)- AG2R Citroën Team - Astana Qazaqstan Team - Bahrain Victorious - Bora-Hansgrohe - EF Education-EasyPost - Jumbo-Visma - Movistar Team - UAE Team Emirates ProTeams (6)- Burgos-BH - Caja Rural-Seguros RGA - Eolo-Kometa - Equipo Kern Pharma - Euskaltel-Euskadi - Q36.5 Pro Cycling Team Equip continental- Electro Hiper Europa |
| |

## Etapes
| Etapa    | Data      | Ciutats d'etapa                                                    | type                      | Distància (km) | Desnivell (m) | Vencedor de l'etapa        | Líder de la general        |
| -------- | --------- | ------------------------------------------------------------------ | ------------------------- | -------------- | ------------- | -------------------------- | -------------------------- |
| 1a etapa | 15 de ago | Villalba de Duero – Burgos                                         | etapa plana               | 161            | 1.403 m       | Sebastián Molano Benavides | Sebastián Molano Benavides |
| 2a etapa | 16 de ago | Oña – Poza de la Sal                                               | contrarellotge per equips | 13,1           | 201 m         | Jumbo-Visma                | Attila Valter              |
| 3a etapa | 17 de ago | Sargentes de la Lora – Villarcayo de Merindad de Castilla la Vieja | etapa de mitja muntanya   | 183            | 3.055 m       | Primož Roglič              | Primož Roglič              |
| 4a etapa | 18 de ago | Santa Gadea del Cid – Pradoluengo                                  | etapa accidentada         | 157            | 2.229 m       | Oier Lazkano López         | Primož Roglič              |
| 5a etapa | 19 de ago | Golmayo – Llacunes de Neila                                        | etapa de muntanya         | 160            | 2.708 m       | Primož Roglič              | Primož Roglič              |

### Etapa 1
| \| Classificació de l'etapa \| Classificació de l'etapa \| Classificació de l'etapa \| Classificació de l'etapa \| Classificació de l'etapa \| \| Corredor \| Corredor \| Equip \| Temps \| \| \| ------------------------ \| -------------------------- \| ------------------------ \| ------------------------ \| ------------------------ \| \| 1r \| Sebastián Molano Benavides \| UAE Team Emirates \| 3h 38' 58" \| \| \| 2n \| Iván García Cortina \| Movistar Team \| + 0" \| \| \| 3r \| Edoardo Affini \| Jumbo-Visma \| + 0" \| \| \| 4t \| Victor Koretzky \| Bora-Hansgrohe \| + 0" \| \| \| 5è \| Iúri Leitão \| Caja Rural-Seguros RGA \| + 0" \| \| \| 6è \| Andrea Vendrame \| AG2R Citroën Team \| + 0" \| \| \| 7è \| Gianluca Brambilla \| Q36.5 Pro Cycling Team \| + 0" \| \| \| 8è \| Manuel Peñalver \| Burgos-BH \| + 0" \| \| \| 9è \| Sean Quinn \| EF Education-EasyPost \| + 0" \| \| \| 10è \| Aleksandr Vlàssov \| Bora-Hansgrohe \| + 0" \| \| |                            |                        |            |
| |                            |                        |            |
| Font: ProCyclingStats |                            |                        |            |
| Classificació de l'etapa |                            |                        |            |
| Corredor | Corredor                   | Equip                  | Temps      |
| 1r | Sebastián Molano Benavides | UAE Team Emirates      | 3h 38' 58" |
| 2n | Iván García Cortina        | Movistar Team          | + 0"       |
| 3r | Edoardo Affini             | Jumbo-Visma            | + 0"       |
| 4t | Victor Koretzky            | Bora-Hansgrohe         | + 0"       |
| 5è | Iúri Leitão                | Caja Rural-Seguros RGA | + 0"       |
| 6è | Andrea Vendrame            | AG2R Citroën Team      | + 0"       |
| 7è | Gianluca Brambilla         | Q36.5 Pro Cycling Team | + 0"       |
| 8è | Manuel Peñalver            | Burgos-BH              | + 0"       |
| 9è | Sean Quinn                 | EF Education-EasyPost  | + 0"       |
| 10è | Aleksandr Vlàssov          | Bora-Hansgrohe         | + 0"       |

| \| Classificació general \| Classificació general \| Classificació general \| Classificació general \| Classificació general \| \| Corredor \| Corredor \| Equip \| Temps \| \| \| --------------------- \| -------------------------- \| ---------------------- \| --------------------- \| --------------------- \| \| 1r \| Sebastián Molano Benavides \| UAE Team Emirates \| 3h 38' 48" \| \| \| 2n \| Iván García Cortina \| Movistar Team \| + 4" \| \| \| 3r \| Edoardo Affini \| Jumbo-Visma \| + 8" \| \| \| 4t \| Xabier Berasategi \| Euskaltel-Euskadi \| + 8" \| \| \| 5è \| Mattia Bais \| Eolo-Kometa \| + 9" \| \| \| 6è \| Victor Koretzky \| Bora-Hansgrohe \| + 10" \| \| \| 7è \| Iúri Leitão \| Caja Rural-Seguros RGA \| + 10" \| \| \| 8è \| Andrea Vendrame \| AG2R Citroën Team \| + 10" \| \| \| 9è \| Gianluca Brambilla \| Q36.5 Pro Cycling Team \| + 10" \| \| \| 10è \| Manuel Peñalver \| Burgos-BH \| + 10" \| \| |                            |                        |            |
| |                            |                        |            |
| Font: ProCyclingStats |                            |                        |            |
| Classificació general |                            |                        |            |
| Corredor | Corredor                   | Equip                  | Temps      |
| 1r | Sebastián Molano Benavides | UAE Team Emirates      | 3h 38' 48" |
| 2n | Iván García Cortina        | Movistar Team          | + 4"       |
| 3r | Edoardo Affini             | Jumbo-Visma            | + 8"       |
| 4t | Xabier Berasategi          | Euskaltel-Euskadi      | + 8"       |
| 5è | Mattia Bais                | Eolo-Kometa            | + 9"       |
| 6è | Victor Koretzky            | Bora-Hansgrohe         | + 10"      |
| 7è | Iúri Leitão                | Caja Rural-Seguros RGA | + 10"      |
| 8è | Andrea Vendrame            | AG2R Citroën Team      | + 10"      |
| 9è | Gianluca Brambilla         | Q36.5 Pro Cycling Team | + 10"      |
| 10è | Manuel Peñalver            | Burgos-BH              | + 10"      |

### Etapa 2
| \| Classificació de l'etapa \| Classificació de l'etapa \| Classificació de l'etapa \| Classificació de l'etapa \| Classificació de l'etapa \| Classificació de l'etapa \| \| Equip \| Equip \| Temps \| Diferència de temps \| Velocitat \| \| \| ------------------------ \| ------------------------ \| ------------------------ \| ------------------------ \| ------------------------ \| ------------------------ \| \| 1r \| Jumbo-Visma \| 14' 38" \| \| 53.713 km/h \| \| \| 2n \| Movistar Team \| 14' 57" \| + 19" \| 52.575 km/h \| \| \| 3r \| Bora-Hansgrohe \| 15' 08" \| + 30" \| 51.938 km/h \| \| \| 4t \| Bahrain Victorious \| 15' 09" \| + 31" \| 51.881 km/h \| \| \| 5è \| UAE Team Emirates \| 15' 12" \| + 34" \| 51.711 km/h \| \| \| 6è \| EF Education-EasyPost \| 15' 20" \| + 42" \| 51.231 km/h \| \| \| 7è \| Equipo Kern Pharma \| 15' 25" \| + 47" \| 50.984 km/h \| \| \| 8è \| Astana Qazaqstan Team \| 15' 30" \| + 52" \| 50.710 km/h \| \| \| 9è \| Q36.5 Pro Cycling Team \| 15' 31" \| + 53" \| 50.655 km/h \| \| \| 10è \| Euskaltel-Euskadi \| 15' 33" \| + 55" \| 50.547 km/h \| \| |                        |         |                     |             |
| |                        |         |                     |             |
| Font: ProCyclingStats |                        |         |                     |             |
| Classificació de l'etapa |                        |         |                     |             |
| Equip | Equip                  | Temps   | Diferència de temps | Velocitat   |
| 1r | Jumbo-Visma            | 14' 38" |                     | 53.713 km/h |
| 2n | Movistar Team          | 14' 57" | + 19"               | 52.575 km/h |
| 3r | Bora-Hansgrohe         | 15' 08" | + 30"               | 51.938 km/h |
| 4t | Bahrain Victorious     | 15' 09" | + 31"               | 51.881 km/h |
| 5è | UAE Team Emirates      | 15' 12" | + 34"               | 51.711 km/h |
| 6è | EF Education-EasyPost  | 15' 20" | + 42"               | 51.231 km/h |
| 7è | Equipo Kern Pharma     | 15' 25" | + 47"               | 50.984 km/h |
| 8è | Astana Qazaqstan Team  | 15' 30" | + 52"               | 50.710 km/h |
| 9è | Q36.5 Pro Cycling Team | 15' 31" | + 53"               | 50.655 km/h |
| 10è | Euskaltel-Euskadi      | 15' 33" | + 55"               | 50.547 km/h |

| \| Classificació general \| Classificació general \| Classificació general \| Classificació general \| Classificació general \| \| Corredor \| Corredor \| Equip \| Temps \| \| \| --------------------- \| ------------------------- \| --------------------- \| --------------------- \| --------------------- \| \| 1r \| Attila Valter \| Jumbo-Visma \| 3h 53' 36" \| \| \| 2n \| Jan Tratnik \| Jumbo-Visma \| + 0" \| \| \| 3r \| Koen Bouwman \| Jumbo-Visma \| + 0" \| \| \| 4t \| Primož Roglič \| Jumbo-Visma \| + 0" \| \| \| 5è \| Iván García Cortina \| Movistar Team \| + 13" \| \| \| 6è \| Oier Lazkano López \| Movistar Team \| + 19" \| \| \| 7è \| Einer Rubio \| Movistar Team \| + 19" \| \| \| 8è \| Carlos Verona Quintanilla \| Movistar Team \| + 19" \| \| \| 9è \| Aleksandr Vlàssov \| Bora-Hansgrohe \| + 30" \| \| \| 10è \| Florian Lipowitz \| Bora-Hansgrohe \| + 30" \| \| |                           |                |            |
| |                           |                |            |
| Font: ProCyclingStats |                           |                |            |
| Classificació general |                           |                |            |
| Corredor | Corredor                  | Equip          | Temps      |
| 1r | Attila Valter             | Jumbo-Visma    | 3h 53' 36" |
| 2n | Jan Tratnik               | Jumbo-Visma    | + 0"       |
| 3r | Koen Bouwman              | Jumbo-Visma    | + 0"       |
| 4t | Primož Roglič             | Jumbo-Visma    | + 0"       |
| 5è | Iván García Cortina       | Movistar Team  | + 13"      |
| 6è | Oier Lazkano López        | Movistar Team  | + 19"      |
| 7è | Einer Rubio               | Movistar Team  | + 19"      |
| 8è | Carlos Verona Quintanilla | Movistar Team  | + 19"      |
| 9è | Aleksandr Vlàssov         | Bora-Hansgrohe | + 30"      |
| 10è | Florian Lipowitz          | Bora-Hansgrohe | + 30"      |

### Etapa 3
| \| Classificació de l'etapa \| Classificació de l'etapa \| Classificació de l'etapa \| Classificació de l'etapa \| Classificació de l'etapa \| \| Corredor \| Corredor \| Equip \| Temps \| \| \| ------------------------ \| ------------------------ \| ------------------------ \| ------------------------ \| ------------------------ \| \| 1r \| Primož Roglič \| Jumbo-Visma \| 4h 26' 00" \| \| \| 2n \| Aleksandr Vlàssov \| Bora-Hansgrohe \| + 0" \| \| \| 3r \| Adam Yates \| UAE Team Emirates \| + 0" \| \| \| 4t \| Damien Howson \| Q36.5 Pro Cycling Team \| + 0" \| \| \| 5è \| Javier Romo \| Astana Qazaqstan Team \| + 1' 07" \| \| \| 6è \| George Bennett \| UAE Team Emirates \| + 1' 07" \| \| \| 7è \| Einer Rubio \| Movistar Team \| + 1' 07" \| \| \| 8è \| Nicolas Prodhomme \| AG2R Citroën Team \| + 3' 17" \| \| \| 9è \| Pablo Castrillo Zapater \| Equipo Kern Pharma \| + 3' 17" \| \| \| 10è \| Sean Quinn \| EF Education-EasyPost \| + 3' 51" \| \| |                         |                        |            |
| |                         |                        |            |
| Font: ProCyclingStats |                         |                        |            |
| Classificació de l'etapa |                         |                        |            |
| Corredor | Corredor                | Equip                  | Temps      |
| 1r | Primož Roglič           | Jumbo-Visma            | 4h 26' 00" |
| 2n | Aleksandr Vlàssov       | Bora-Hansgrohe         | + 0"       |
| 3r | Adam Yates              | UAE Team Emirates      | + 0"       |
| 4t | Damien Howson           | Q36.5 Pro Cycling Team | + 0"       |
| 5è | Javier Romo             | Astana Qazaqstan Team  | + 1' 07"   |
| 6è | George Bennett          | UAE Team Emirates      | + 1' 07"   |
| 7è | Einer Rubio             | Movistar Team          | + 1' 07"   |
| 8è | Nicolas Prodhomme       | AG2R Citroën Team      | + 3' 17"   |
| 9è | Pablo Castrillo Zapater | Equipo Kern Pharma     | + 3' 17"   |
| 10è | Sean Quinn              | EF Education-EasyPost  | + 3' 51"   |

| \| Classificació general \| Classificació general \| Classificació general \| Classificació general \| Classificació general \| \| Corredor \| Corredor \| Equip \| Temps \| \| \| --------------------- \| ----------------------- \| ---------------------- \| --------------------- \| --------------------- \| \| 1r \| Primož Roglič \| Jumbo-Visma \| 8h 19' 25" \| \| \| 2n \| Aleksandr Vlàssov \| Bora-Hansgrohe \| + 33" \| \| \| 3r \| Adam Yates \| UAE Team Emirates \| + 38" \| \| \| 4t \| Damien Howson \| Q36.5 Pro Cycling Team \| + 1' 04" \| \| \| 5è \| Einer Rubio \| Movistar Team \| + 1' 37" \| \| \| 6è \| George Bennett \| UAE Team Emirates \| + 1' 52" \| \| \| 7è \| Javier Romo \| Astana Qazaqstan Team \| + 2' 10" \| \| \| 8è \| Jan Tratnik \| Jumbo-Visma \| + 4' 02" \| \| \| 9è \| Pablo Castrillo Zapater \| Equipo Kern Pharma \| + 4' 15" \| \| \| 10è \| Nicolas Prodhomme \| AG2R Citroën Team \| + 4' 29" \| \| |                         |                        |            |
| |                         |                        |            |
| Font: ProCyclingStats |                         |                        |            |
| Classificació general |                         |                        |            |
| Corredor | Corredor                | Equip                  | Temps      |
| 1r | Primož Roglič           | Jumbo-Visma            | 8h 19' 25" |
| 2n | Aleksandr Vlàssov       | Bora-Hansgrohe         | + 33"      |
| 3r | Adam Yates              | UAE Team Emirates      | + 38"      |
| 4t | Damien Howson           | Q36.5 Pro Cycling Team | + 1' 04"   |
| 5è | Einer Rubio             | Movistar Team          | + 1' 37"   |
| 6è | George Bennett          | UAE Team Emirates      | + 1' 52"   |
| 7è | Javier Romo             | Astana Qazaqstan Team  | + 2' 10"   |
| 8è | Jan Tratnik             | Jumbo-Visma            | + 4' 02"   |
| 9è | Pablo Castrillo Zapater | Equipo Kern Pharma     | + 4' 15"   |
| 10è | Nicolas Prodhomme       | AG2R Citroën Team      | + 4' 29"   |

### Etapa 4
| \| Classificació de l'etapa \| Classificació de l'etapa \| Classificació de l'etapa \| Classificació de l'etapa \| Classificació de l'etapa \| \| Corredor \| Corredor \| Equip \| Temps \| \| \| ------------------------ \| ------------------------- \| ------------------------ \| ------------------------ \| ------------------------ \| \| 1r \| Oier Lazkano López \| Movistar Team \| 3h 56' 05" \| \| \| 2n \| Santiago Buitrago Sánchez \| Bahrain Victorious \| + 0" \| \| \| 3r \| Raúl García Pierna \| Equipo Kern Pharma \| + 3" \| \| \| 4t \| Jonathan Caicedo Cepeda \| EF Education-EasyPost \| + 3" \| \| \| 5è \| Gianluca Brambilla \| Q36.5 Pro Cycling Team \| + 3" \| \| \| 6è \| Harold Martín López \| Astana Qazaqstan Team \| + 3" \| \| \| 7è \| Matteo Fabbro \| Bora-Hansgrohe \| + 5" \| \| \| 8è \| Joan Bou \| Euskaltel-Euskadi \| + 5" \| \| \| 9è \| Jay Vine \| UAE Team Emirates \| + 5" \| \| \| 10è \| Iván García Cortina \| Movistar Team \| + 58" \| \| |                           |                        |            |
| |                           |                        |            |
| Font: ProCyclingStats |                           |                        |            |
| Classificació de l'etapa |                           |                        |            |
| Corredor | Corredor                  | Equip                  | Temps      |
| 1r | Oier Lazkano López        | Movistar Team          | 3h 56' 05" |
| 2n | Santiago Buitrago Sánchez | Bahrain Victorious     | + 0"       |
| 3r | Raúl García Pierna        | Equipo Kern Pharma     | + 3"       |
| 4t | Jonathan Caicedo Cepeda   | EF Education-EasyPost  | + 3"       |
| 5è | Gianluca Brambilla        | Q36.5 Pro Cycling Team | + 3"       |
| 6è | Harold Martín López       | Astana Qazaqstan Team  | + 3"       |
| 7è | Matteo Fabbro             | Bora-Hansgrohe         | + 5"       |
| 8è | Joan Bou                  | Euskaltel-Euskadi      | + 5"       |
| 9è | Jay Vine                  | UAE Team Emirates      | + 5"       |
| 10è | Iván García Cortina       | Movistar Team          | + 58"      |

| \| Classificació general \| Classificació general \| Classificació general \| Classificació general \| Classificació general \| \| Corredor \| Corredor \| Equip \| Temps \| \| \| --------------------- \| --------------------- \| ---------------------- \| --------------------- \| --------------------- \| \| 1r \| Primož Roglič \| Jumbo-Visma \| 12h 16' 28" \| \| \| 2n \| Aleksandr Vlàssov \| Bora-Hansgrohe \| + 33" \| \| \| 3r \| Adam Yates \| UAE Team Emirates \| + 38" \| \| \| 4t \| Damien Howson \| Q36.5 Pro Cycling Team \| + 1' 04" \| \| \| 5è \| George Bennett \| UAE Team Emirates \| + 1' 52" \| \| \| 6è \| Javier Romo \| Astana Qazaqstan Team \| + 2' 10" \| \| \| 7è \| Einer Rubio \| Movistar Team \| + 2' 27" \| \| \| 8è \| Raúl García Pierna \| Equipo Kern Pharma \| + 3' 50" \| \| \| 9è \| Jay Vine \| UAE Team Emirates \| + 3' 53" \| \| \| 10è \| Harold Martín López \| Astana Qazaqstan Team \| + 3' 57" \| \| |                     |                        |             |
| |                     |                        |             |
| Font: ProCyclingStats |                     |                        |             |
| Classificació general |                     |                        |             |
| Corredor | Corredor            | Equip                  | Temps       |
| 1r | Primož Roglič       | Jumbo-Visma            | 12h 16' 28" |
| 2n | Aleksandr Vlàssov   | Bora-Hansgrohe         | + 33"       |
| 3r | Adam Yates          | UAE Team Emirates      | + 38"       |
| 4t | Damien Howson       | Q36.5 Pro Cycling Team | + 1' 04"    |
| 5è | George Bennett      | UAE Team Emirates      | + 1' 52"    |
| 6è | Javier Romo         | Astana Qazaqstan Team  | + 2' 10"    |
| 7è | Einer Rubio         | Movistar Team          | + 2' 27"    |
| 8è | Raúl García Pierna  | Equipo Kern Pharma     | + 3' 50"    |
| 9è | Jay Vine            | UAE Team Emirates      | + 3' 53"    |
| 10è | Harold Martín López | Astana Qazaqstan Team  | + 3' 57"    |

### Etapa 5
| \| Classificació de l'etapa \| Classificació de l'etapa \| Classificació de l'etapa \| Classificació de l'etapa \| Classificació de l'etapa \| \| Corredor \| Corredor \| Equip \| Temps \| \| \| ------------------------ \| ------------------------- \| ------------------------ \| ------------------------ \| ------------------------ \| \| 1r \| Primož Roglič \| Jumbo-Visma \| 4h 08' 31" \| \| \| 2n \| Adam Yates \| UAE Team Emirates \| + 0" \| \| \| 3r \| Aleksandr Vlàssov \| Bora-Hansgrohe \| + 0" \| \| \| 4t \| Jay Vine \| UAE Team Emirates \| + 30" \| \| \| 5è \| Einer Rubio \| Movistar Team \| + 48" \| \| \| 6è \| Santiago Buitrago Sánchez \| Bahrain Victorious \| + 48" \| \| \| 7è \| Damien Howson \| Q36.5 Pro Cycling Team \| + 53" \| \| \| 8è \| Attila Valter \| Jumbo-Visma \| + 1' 03" \| \| \| 9è \| Jonathan Caicedo Cepeda \| EF Education-EasyPost \| + 1' 03" \| \| \| 10è \| Damiano Caruso \| Bahrain Victorious \| + 1' 03" \| \| |                           |                        |            |
| |                           |                        |            |
| Font: ProCyclingStats |                           |                        |            |
| Classificació de l'etapa |                           |                        |            |
| Corredor | Corredor                  | Equip                  | Temps      |
| 1r | Primož Roglič             | Jumbo-Visma            | 4h 08' 31" |
| 2n | Adam Yates                | UAE Team Emirates      | + 0"       |
| 3r | Aleksandr Vlàssov         | Bora-Hansgrohe         | + 0"       |
| 4t | Jay Vine                  | UAE Team Emirates      | + 30"      |
| 5è | Einer Rubio               | Movistar Team          | + 48"      |
| 6è | Santiago Buitrago Sánchez | Bahrain Victorious     | + 48"      |
| 7è | Damien Howson             | Q36.5 Pro Cycling Team | + 53"      |
| 8è | Attila Valter             | Jumbo-Visma            | + 1' 03"   |
| 9è | Jonathan Caicedo Cepeda   | EF Education-EasyPost  | + 1' 03"   |
| 10è | Damiano Caruso            | Bahrain Victorious     | + 1' 03"   |

## Classificacions finals

### Classificació general
| \| Classificació general \| Classificació general \| Classificació general \| Classificació general \| Classificació general \| \| Corredor \| Corredor \| Equip \| Temps \| \| \| --------------------- \| --------------------- \| ---------------------- \| --------------------- \| --------------------- \| \| 1r \| Primož Roglič \| Jumbo-Visma \| 16h 24' 49" \| \| \| 2n \| Aleksandr Vlàssov \| Bora-Hansgrohe \| + 39" \| \| \| 3r \| Adam Yates \| UAE Team Emirates \| + 42" \| \| \| 4t \| Damien Howson \| Q36.5 Pro Cycling Team \| + 2' 07" \| \| \| 5è \| Einer Rubio \| Movistar Team \| + 3' 25" \| \| \| 6è \| George Bennett \| UAE Team Emirates \| + 3' 39" \| \| \| 7è \| Javier Romo \| Astana Qazaqstan Team \| + 3' 42" \| \| \| 8è \| Jay Vine \| UAE Team Emirates \| + 4' 33" \| \| \| 9è \| Harold Martín López \| Astana Qazaqstan Team \| + 5' 23" \| \| \| 10è \| Joan Bou \| Euskaltel-Euskadi \| + 5' 27" \| \| |                     |                        |             |
| |                     |                        |             |
| Font: ProCyclingStats |                     |                        |             |
| Classificació general |                     |                        |             |
| Corredor | Corredor            | Equip                  | Temps       |
| 1r | Primož Roglič       | Jumbo-Visma            | 16h 24' 49" |
| 2n | Aleksandr Vlàssov   | Bora-Hansgrohe         | + 39"       |
| 3r | Adam Yates          | UAE Team Emirates      | + 42"       |
| 4t | Damien Howson       | Q36.5 Pro Cycling Team | + 2' 07"    |
| 5è | Einer Rubio         | Movistar Team          | + 3' 25"    |
| 6è | George Bennett      | UAE Team Emirates      | + 3' 39"    |
| 7è | Javier Romo         | Astana Qazaqstan Team  | + 3' 42"    |
| 8è | Jay Vine            | UAE Team Emirates      | + 4' 33"    |
| 9è | Harold Martín López | Astana Qazaqstan Team  | + 5' 23"    |
| 10è | Joan Bou            | Euskaltel-Euskadi      | + 5' 27"    |

### Classificacions secundàries

#### Classificació per punts
| Classificació per punts | Classificació per punts    | Classificació per punts | Classificació per punts | Classificació per punts |
| Corredor                | Corredor                   | Equip                   | Punts                   |                         |
| ----------------------- | -------------------------- | ----------------------- | ----------------------- | ----------------------- |
| 1r                      | Primož Roglič              | Jumbo-Visma             | 50 pts                  |                         |
| 2n                      | Aleksandr Vlàssov          | Bora-Hansgrohe          | 47 pts                  |                         |
| 3r                      | Adam Yates                 | UAE Team Emirates       | 40 pts                  |                         |
| 4t                      | Santiago Buitrago Sánchez  | Bahrain Victorious      | 30 pts                  |                         |
| 5è                      | Oier Lazkano López         | Movistar Team           | 27 pts                  |                         |
| 6è                      | Iván García Cortina        | Movistar Team           | 26 pts                  |                         |
| 7è                      | Sebastián Molano Benavides | UAE Team Emirates       | 25 pts                  |                         |
| 8è                      | Damien Howson              | Q36.5 Pro Cycling Team  | 23 pts                  |                         |
| 9è                      | Einer Rubio                | Movistar Team           | 21 pts                  |                         |
| 10è                     | Jay Vine                   | UAE Team Emirates       | 21 pts                  |                         |

#### Classificació de la muntanya
| Classificació de la muntanya | Classificació de la muntanya | Classificació de la muntanya | Classificació de la muntanya | Classificació de la muntanya |
| Corredor                     | Corredor                     | Equip                        | Punts                        |                              |
| ---------------------------- | ---------------------------- | ---------------------------- | ---------------------------- | ---------------------------- |
| 1r                           | Adam Yates                   | UAE Team Emirates            | 61 pts                       |                              |
| 2n                           | Primož Roglič                | Jumbo-Visma                  | 57 pts                       |                              |
| 3r                           | Aleksandr Vlàssov            | Bora-Hansgrohe               | 40 pts                       |                              |
| 4t                           | Jay Vine                     | UAE Team Emirates            | 37 pts                       |                              |
| 5è                           | Xabier Berasategi            | Euskaltel-Euskadi            | 30 pts                       |                              |
| 6è                           | Damien Howson                | Q36.5 Pro Cycling Team       | 29 pts                       |                              |
| 7è                           | Matteo Fabbro                | Bora-Hansgrohe               | 26 pts                       |                              |
| 8è                           | Einer Rubio                  | Movistar Team                | 18 pts                       |                              |
| 9è                           | Santiago Buitrago Sánchez    | Bahrain Victorious           | 17 pts                       |                              |
| 10è                          | Mattia Bais                  | Eolo-Kometa                  | 17 pts                       |                              |

#### Classificació dels joves
| Classificació del millor jove | Classificació del millor jove | Classificació del millor jove | Classificació del millor jove | Classificació del millor jove |
| Corredor                      | Corredor                      | Equip                         | Temps                         |                               |
| ----------------------------- | ----------------------------- | ----------------------------- | ----------------------------- | ----------------------------- |
| 1r                            | Javier Romo                   | Astana Qazaqstan Team         | 16h 28' 31"                   |                               |
| 2n                            | Harold Martín López           | Astana Qazaqstan Team         | + 1' 41"                      |                               |
| 3r                            | Pablo Castrillo Zapater       | Equipo Kern Pharma            | + 2' 20"                      |                               |
| 4t                            | Raúl García Pierna            | Equipo Kern Pharma            | + 2' 24"                      |                               |
| 5è                            | Sean Quinn                    | EF Education-EasyPost         | + 3' 20"                      |                               |
| 6è                            | Mark Donovan                  | Q36.5 Pro Cycling Team        | + 3' 46"                      |                               |
| 7è                            | Mulu Hailemichael             | Caja Rural-Seguros RGA        | + 4' 35"                      |                               |
| 8è                            | Santiago Buitrago Sánchez     | Bahrain Victorious            | + 9' 15"                      |                               |
| 9è                            | Oier Lazkano López            | Movistar Team                 | + 12' 35"                     |                               |
| 10è                           | Carlos Canal Blanco           | Euskaltel-Euskadi             | + 13' 05"                     |                               |

#### Classificació per equips
| Classificació per equips | Classificació per equips | Classificació per equips | Classificació per equips |
| Equip                    | Equip                    | Temps                    |                          |
| ------------------------ | ------------------------ | ------------------------ | ------------------------ |
| 1r                       | UAE Team Emirates        | 48h 53' 10"              |                          |
| 2n                       | Jumbo-Visma              | + 5' 17"                 |                          |
| 3r                       | Equipo Kern Pharma       | + 9' 25"                 |                          |
| 4t                       | Movistar Team            | + 12' 09"                |                          |
| 5è                       | Q36.5 Pro Cycling Team   | + 13' 28"                |                          |
| 6è                       | Astana Qazaqstan Team    | + 16' 12"                |                          |
| 7è                       | EF Education-EasyPost    | + 17' 12"                |                          |
| 8è                       | Bahrain Victorious       | + 18' 23"                |                          |
| 9è                       | Euskaltel-Euskadi        | + 20' 23"                |                          |
| 10è                      | AG2R Citroën Team        | + 22' 02"                |                          |

## Evolució de les classificacions
| Etapa              | Vencedor           | Classificació general | Classificació per punts | Classificació de la muntanya | Classificació dels joves | Classificació per equips |
| ------------------ | ------------------ | --------------------- | ----------------------- | ---------------------------- | ------------------------ | ------------------------ |
| 1                  | Sebastián Molano   | Sebastián Molano      | Sebastián Molano        | Xabier Berasategi            | Xabier Berasategi        | Bora-Hansgrohe           |
| 2                  | Team Jumbo-Visma   | Attila Valter         | Sebastián Molano        | Xabier Berasategi            | Oier Lazkano             | Team Jumbo-Visma         |
| 3                  | Primož Roglič      | Primož Roglič         | Aleksandr Vlàssov       | Adam Yates                   | Javier Romo              | UAE Team Emirates        |
| 4                  | Oier Lazkano       | Primož Roglič         | Aleksandr Vlàssov       | Adam Yates                   | Javier Romo              | UAE Team Emirates        |
| 5                  | Primož Roglič      | Primož Roglič         | Primož Roglič           | Adam Yates                   | Javier Romo              | UAE Team Emirates        |
| Classements finals | Classements finals | Primož Roglič         | Primož Roglič           | Adam Yates                   | Javier Romo              | UAE Team Emirates        |

## Llista de participants
| Jumbo-Visma TJV | Jumbo-Visma TJV                    | Jumbo-Visma TJV |
| --------------- | ---------------------------------- | --------------- |
| Núm             | Ciclista                           | Pos             |
| 1               | Primož Roglič (SLO)                | 1r              |
| 2               | Robert Gesink (NED)                | 29è             |
| 3               | Koen Bouwman (NED)                 | 73è             |
| 4               | Edoardo Affini (ITA)               | 88è             |
| 5               | Gijs Leemreize (NED)               | 76è             |
| 6               | Jan Tratnik (SLO)                  | 18è             |
| 7               | Attila Valter (HUN) (ruta i crono) | 25è             |

| Movistar Team MOV | Movistar Team MOV               | Movistar Team MOV |
| ----------------- | ------------------------------- | ----------------- |
| Núm               | Ciclista                        | Pos               |
| 11                | Oier Lazkano López (ESP) (ruta) | 32è               |
| 12                | Einer Rubio (COL)               | 5è                |
| 13                | Carlos Verona Quintanilla (ESP) | 15è               |
| 14                | Lluís Mas Bonet (ESP)           | 81è               |
| 15                | Iván García Cortina (ESP)       | 34è               |
| 16                | Jorge Arcas (ESP)               | 33è               |
| 17                | William Barta (USA)             | 62è               |

| UAE Team Emirates UAD | UAE Team Emirates UAD            | UAE Team Emirates UAD |
| --------------------- | -------------------------------- | --------------------- |
| Núm                   | Ciclista                         | Pos                   |
| 21                    | Adam Yates (GBR)                 | 3r                    |
| 22                    | George Bennett (NZL)             | 6è                    |
| 23                    | Sebastián Molano Benavides (COL) | 85è                   |
| 24                    | Domen Novak (SLO)                | 83è                   |
| 25                    | Ivo Oliveira (POR) (ruta)        | 79è                   |
| 26                    | Jay Vine (AUS) (crono)           | 8è                    |
| 27                    | Ryan Gibbons (RSA)               | 53è                   |

| Bahrain Victorious TBV | Bahrain Victorious TBV          | Bahrain Victorious TBV |
| ---------------------- | ------------------------------- | ---------------------- |
| Núm                    | Ciclista                        | Pos                    |
| 31                     | Santiago Buitrago Sánchez (COL) | 28è                    |
| 32                     | Damiano Caruso (ITA)            | 41è                    |
| 33                     | Kamil Gradek (POL)              | 75è                    |
| 34                     | Rainer Kepplinger (AUT)         | 19è                    |
| 35                     | Hermann Pernsteiner (AUT)       | 22è                    |
| 36                     | Jasha Sütterlin (GER)           | 80è                    |
| 37                     | Edoardo Zambanini (ITA)         | 43è                    |

| Bora-Hansgrohe BOH | Bora-Hansgrohe BOH      | Bora-Hansgrohe BOH |
| ------------------ | ----------------------- | ------------------ |
| Núm                | Ciclista                | Pos                |
| 41                 | Aleksandr Vlàssov (RUS) | 2n                 |
| 42                 | Matteo Fabbro (ITA)     | 55è                |
| 43                 | Florian Lipowitz (GER)  | NP-4               |
| 44                 | Victor Koretzky (FRA)   | 71è                |
| 45                 | Lennard Kämna (GER)     | 64è                |
| 46                 | Luis-Joe Lührs (GER)    | 70è                |
| 47                 | Anton Palzer (GER)      | 59è                |

| EF Education-EasyPost EFE | EF Education-EasyPost EFE             | EF Education-EasyPost EFE |
| ------------------------- | ------------------------------------- | ------------------------- |
| Núm                       | Ciclista                              | Pos                       |
| 51                        | Jonathan Caicedo Cepeda (ECU) (crono) | 35è                       |
| 52                        | Diego Camargo Pineda (COL)            | 47è                       |
| 53                        | Alexander Cepeda (ECU)                | 44è                       |
| 54                        | Jens Keukeleire (BEL)                 | 69è                       |
| 55                        | Merhawi Kudus (ERI)                   | 27è                       |
| 56                        | Sean Quinn (USA)                      | 16è                       |
| 57                        | Georg Steinhauser (GER)               | NP-5                      |

| Astana Qazaqstan Team AST | Astana Qazaqstan Team AST   | Astana Qazaqstan Team AST |
| ------------------------- | --------------------------- | ------------------------- |
| Núm                       | Ciclista                    | Pos                       |
| 61                        | Luis León Sánchez Gil (ESP) | 42è                       |
| 62                        | Samuele Battistella (ITA)   | 63è                       |
| 63                        | Joe Dombrowski (USA)        | 60è                       |
| 64                        | Yuriy Natarov (KAZ)         | NP-5                      |
| 65                        | Fabio Felline (ITA)         | 49è                       |
| 66                        | Javier Romo (ESP)           | 7è                        |
| 67                        | Harold Martín López (ECU)   | 9è                        |

| AG2R Citroën Team ACT | AG2R Citroën Team ACT        | AG2R Citroën Team ACT |
| --------------------- | ---------------------------- | --------------------- |
| Núm                   | Ciclista                     | Pos                   |
| 71                    | Nicolas Prodhomme (FRA)      | 14è                   |
| 72                    | Dorian Godon (FRA)           | DNF-3                 |
| 73                    | Jaakko Hänninen (FIN)        | NP-5                  |
| 74                    | Lawrence Warbasse (USA)      | 30è                   |
| 75                    | Valentin Paret-Peintre (FRA) | 56è                   |
| 76                    | Andrea Vendrame (ITA)        | 68è                   |
| 77                    | Killian Verschuren (FRA)     | 50è                   |

| Burgos-BH BBH | Burgos-BH BBH             | Burgos-BH BBH |
| ------------- | ------------------------- | ------------- |
| Núm           | Ciclista                  | Pos           |
| 81            | Ángel Fuentes (ESP)       | 91è           |
| 82            | Victor Langellotti (MON)  | 67è           |
| 83            | Ander Okamika (ESP)       | 31è           |
| 84            | Manuel Peñalver (ESP)     | 90è           |
| 85            | Pelayo Sánchez Mayo (ESP) | 54è           |
| 86            | Jetse Bol (NED)           | 39è           |
| 87            | Jesús Ezquerra (ESP)      | 66è           |

| Caja Rural-Seguros RGA CJR | Caja Rural-Seguros RGA CJR     | Caja Rural-Seguros RGA CJR |
| -------------------------- | ------------------------------ | -------------------------- |
| Núm                        | Ciclista                       | Pos                        |
| 91                         | Eduard Prades i Reverter (ESP) | 36è                        |
| 92                         | Iúri Leitão (POR)              | DNF-3                      |
| 93                         | Julen Amézqueta Moreno (ESP)   | 77è                        |
| 94                         | Josu Etxeberria (ESP)          | 78è                        |
| 95                         | Mulu Hailemichael (ETH)        | 20è                        |
| 96                         | Jokin Murguialday (ESP)        | DNF-4                      |
| 97                         | Thomas Silva (URU)             | 57è                        |

| Equipo Kern Pharma EKP | Equipo Kern Pharma EKP        | Equipo Kern Pharma EKP |
| ---------------------- | ----------------------------- | ---------------------- |
| Núm                    | Ciclista                      | Pos                    |
| 101                    | Urko Berrade (ESP)            | 13è                    |
| 102                    | Pablo Castrillo Zapater (ESP) | 11è                    |
| 103                    | Héctor Carretero Milla (ESP)  | DNF-4                  |
| 104                    | Raúl García Pierna (ESP)      | 12è                    |
| 105                    | Danny van der Tuuk (NED)      | 87è                    |
| 106                    | Martí Márquez (ESP)           | 84è                    |
| 107                    | Hugo Aznar (ESP)              | NP-4                   |

| Euskaltel-Euskadi EUS | Euskaltel-Euskadi EUS       | Euskaltel-Euskadi EUS |
| --------------------- | --------------------------- | --------------------- |
| Núm                   | Ciclista                    | Pos                   |
| 111                   | Gotzon Martín (ESP)         | 23è                   |
| 112                   | Carlos Canal Blanco (ESP)   | 37è                   |
| 113                   | Joan Bou (ESP)              | 10è                   |
| 114                   | Ibai Azurmendi (ESP)        | 40è                   |
| 115                   | Asier Etxeberria (ESP)      | 74è                   |
| 116                   | Xabier Mikel Azparren (ESP) | DNF-5                 |
| 117                   | Xabier Berasategi (ESP)     | 48è                   |

| Eolo-Kometa EOK | Eolo-Kometa EOK           | Eolo-Kometa EOK |
| --------------- | ------------------------- | --------------- |
| Núm             | Ciclista                  | Pos             |
| 121             | Francesco Gavazzi (ITA)   | 72è             |
| 122             | Alex Martin (ESP)         | DNF-3           |
| 123             | Javier Serrano (ESP)      | NP-5            |
| 124             | Diego Sevilla (ESP)       | 26è             |
| 125             | Alessandro Fancellu (ITA) | 65è             |
| 126             | Andrea Garosio (ITA)      | NP-5            |
| 127             | Mattia Bais (ITA)         | 21è             |

| Q36.5 Pro Cycling Team Q36 | Q36.5 Pro Cycling Team Q36 | Q36.5 Pro Cycling Team Q36 |
| -------------------------- | -------------------------- | -------------------------- |
| Núm                        | Ciclista                   | Pos                        |
| 131                        | Negasi Abreha (ETH)        | 61è                        |
| 132                        | Matteo Badilatti (SUI)     | 51è                        |
| 133                        | Gianluca Brambilla (ITA)   | 46è                        |
| 134                        | Filippo Conca (ITA)        | 45è                        |
| 135                        | Mark Donovan (GBR)         | 17è                        |
| 136                        | Damien Howson (AUS)        | 4t                         |
| 137                        | Joey Rosskopf (USA)        | 58è                        |

| Electro Hiper Europa EHE | Electro Hiper Europa EHE         | Electro Hiper Europa EHE |
| ------------------------ | -------------------------------- | ------------------------ |
| Núm                      | Ciclista                         | Pos                      |
| 141                      | Alex Molenaar (NED)              | 52è                      |
| 142                      | Joan Martí Bennàssar (ESP)       | 89è                      |
| 143                      | José Luis Faura (ESP)            | 38è                      |
| 144                      | José María García Soriano (ESP)  | 24è                      |
| 145                      | Xavier Cañellas Sánchez (ESP)    | NP-5                     |
| 146                      | José María Martín (ESP)          | 86è                      |
| 147                      | Mateu Estelrich Cabanellas (ESP) | 82è                      |

| Jumbo-Visma TJV | Jumbo-Visma TJV                    | Jumbo-Visma TJV |
| --------------- | ---------------------------------- | --------------- |
| Núm             | Ciclista                           | Pos             |
| 1               | Primož Roglič (SLO)                | 1r              |
| 2               | Robert Gesink (NED)                | 29è             |
| 3               | Koen Bouwman (NED)                 | 73è             |
| 4               | Edoardo Affini (ITA)               | 88è             |
| 5               | Gijs Leemreize (NED)               | 76è             |
| 6               | Jan Tratnik (SLO)                  | 18è             |
| 7               | Attila Valter (HUN) (ruta i crono) | 25è             |

| Movistar Team MOV | Movistar Team MOV               | Movistar Team MOV |
| ----------------- | ------------------------------- | ----------------- |
| Núm               | Ciclista                        | Pos               |
| 11                | Oier Lazkano López (ESP) (ruta) | 32è               |
| 12                | Einer Rubio (COL)               | 5è                |
| 13                | Carlos Verona Quintanilla (ESP) | 15è               |
| 14                | Lluís Mas Bonet (ESP)           | 81è               |
| 15                | Iván García Cortina (ESP)       | 34è               |
| 16                | Jorge Arcas (ESP)               | 33è               |
| 17                | William Barta (USA)             | 62è               |

| UAE Team Emirates UAD | UAE Team Emirates UAD            | UAE Team Emirates UAD |
| --------------------- | -------------------------------- | --------------------- |
| Núm                   | Ciclista                         | Pos                   |
| 21                    | Adam Yates (GBR)                 | 3r                    |
| 22                    | George Bennett (NZL)             | 6è                    |
| 23                    | Sebastián Molano Benavides (COL) | 85è                   |
| 24                    | Domen Novak (SLO)                | 83è                   |
| 25                    | Ivo Oliveira (POR) (ruta)        | 79è                   |
| 26                    | Jay Vine (AUS) (crono)           | 8è                    |
| 27                    | Ryan Gibbons (RSA)               | 53è                   |

| Bahrain Victorious TBV | Bahrain Victorious TBV          | Bahrain Victorious TBV |
| ---------------------- | ------------------------------- | ---------------------- |
| Núm                    | Ciclista                        | Pos                    |
| 31                     | Santiago Buitrago Sánchez (COL) | 28è                    |
| 32                     | Damiano Caruso (ITA)            | 41è                    |
| 33                     | Kamil Gradek (POL)              | 75è                    |
| 34                     | Rainer Kepplinger (AUT)         | 19è                    |
| 35                     | Hermann Pernsteiner (AUT)       | 22è                    |
| 36                     | Jasha Sütterlin (GER)           | 80è                    |
| 37                     | Edoardo Zambanini (ITA)         | 43è                    |

| Bora-Hansgrohe BOH | Bora-Hansgrohe BOH      | Bora-Hansgrohe BOH |
| ------------------ | ----------------------- | ------------------ |
| Núm                | Ciclista                | Pos                |
| 41                 | Aleksandr Vlàssov (RUS) | 2n                 |
| 42                 | Matteo Fabbro (ITA)     | 55è                |
| 43                 | Florian Lipowitz (GER)  | NP-4               |
| 44                 | Victor Koretzky (FRA)   | 71è                |
| 45                 | Lennard Kämna (GER)     | 64è                |
| 46                 | Luis-Joe Lührs (GER)    | 70è                |
| 47                 | Anton Palzer (GER)      | 59è                |

| EF Education-EasyPost EFE | EF Education-EasyPost EFE             | EF Education-EasyPost EFE |
| ------------------------- | ------------------------------------- | ------------------------- |
| Núm                       | Ciclista                              | Pos                       |
| 51                        | Jonathan Caicedo Cepeda (ECU) (crono) | 35è                       |
| 52                        | Diego Camargo Pineda (COL)            | 47è                       |
| 53                        | Alexander Cepeda (ECU)                | 44è                       |
| 54                        | Jens Keukeleire (BEL)                 | 69è                       |
| 55                        | Merhawi Kudus (ERI)                   | 27è                       |
| 56                        | Sean Quinn (USA)                      | 16è                       |
| 57                        | Georg Steinhauser (GER)               | NP-5                      |

| Astana Qazaqstan Team AST | Astana Qazaqstan Team AST   | Astana Qazaqstan Team AST |
| ------------------------- | --------------------------- | ------------------------- |
| Núm                       | Ciclista                    | Pos                       |
| 61                        | Luis León Sánchez Gil (ESP) | 42è                       |
| 62                        | Samuele Battistella (ITA)   | 63è                       |
| 63                        | Joe Dombrowski (USA)        | 60è                       |
| 64                        | Yuriy Natarov (KAZ)         | NP-5                      |
| 65                        | Fabio Felline (ITA)         | 49è                       |
| 66                        | Javier Romo (ESP)           | 7è                        |
| 67                        | Harold Martín López (ECU)   | 9è                        |

| AG2R Citroën Team ACT | AG2R Citroën Team ACT        | AG2R Citroën Team ACT |
| --------------------- | ---------------------------- | --------------------- |
| Núm                   | Ciclista                     | Pos                   |
| 71                    | Nicolas Prodhomme (FRA)      | 14è                   |
| 72                    | Dorian Godon (FRA)           | DNF-3                 |
| 73                    | Jaakko Hänninen (FIN)        | NP-5                  |
| 74                    | Lawrence Warbasse (USA)      | 30è                   |
| 75                    | Valentin Paret-Peintre (FRA) | 56è                   |
| 76                    | Andrea Vendrame (ITA)        | 68è                   |
| 77                    | Killian Verschuren (FRA)     | 50è                   |

| Burgos-BH BBH | Burgos-BH BBH             | Burgos-BH BBH |
| ------------- | ------------------------- | ------------- |
| Núm           | Ciclista                  | Pos           |
| 81            | Ángel Fuentes (ESP)       | 91è           |
| 82            | Victor Langellotti (MON)  | 67è           |
| 83            | Ander Okamika (ESP)       | 31è           |
| 84            | Manuel Peñalver (ESP)     | 90è           |
| 85            | Pelayo Sánchez Mayo (ESP) | 54è           |
| 86            | Jetse Bol (NED)           | 39è           |
| 87            | Jesús Ezquerra (ESP)      | 66è           |

| Caja Rural-Seguros RGA CJR | Caja Rural-Seguros RGA CJR     | Caja Rural-Seguros RGA CJR |
| -------------------------- | ------------------------------ | -------------------------- |
| Núm                        | Ciclista                       | Pos                        |
| 91                         | Eduard Prades i Reverter (ESP) | 36è                        |
| 92                         | Iúri Leitão (POR)              | DNF-3                      |
| 93                         | Julen Amézqueta Moreno (ESP)   | 77è                        |
| 94                         | Josu Etxeberria (ESP)          | 78è                        |
| 95                         | Mulu Hailemichael (ETH)        | 20è                        |
| 96                         | Jokin Murguialday (ESP)        | DNF-4                      |
| 97                         | Thomas Silva (URU)             | 57è                        |

| Equipo Kern Pharma EKP | Equipo Kern Pharma EKP        | Equipo Kern Pharma EKP |
| ---------------------- | ----------------------------- | ---------------------- |
| Núm                    | Ciclista                      | Pos                    |
| 101                    | Urko Berrade (ESP)            | 13è                    |
| 102                    | Pablo Castrillo Zapater (ESP) | 11è                    |
| 103                    | Héctor Carretero Milla (ESP)  | DNF-4                  |
| 104                    | Raúl García Pierna (ESP)      | 12è                    |
| 105                    | Danny van der Tuuk (NED)      | 87è                    |
| 106                    | Martí Márquez (ESP)           | 84è                    |
| 107                    | Hugo Aznar (ESP)              | NP-4                   |

| Euskaltel-Euskadi EUS | Euskaltel-Euskadi EUS       | Euskaltel-Euskadi EUS |
| --------------------- | --------------------------- | --------------------- |
| Núm                   | Ciclista                    | Pos                   |
| 111                   | Gotzon Martín (ESP)         | 23è                   |
| 112                   | Carlos Canal Blanco (ESP)   | 37è                   |
| 113                   | Joan Bou (ESP)              | 10è                   |
| 114                   | Ibai Azurmendi (ESP)        | 40è                   |
| 115                   | Asier Etxeberria (ESP)      | 74è                   |
| 116                   | Xabier Mikel Azparren (ESP) | DNF-5                 |
| 117                   | Xabier Berasategi (ESP)     | 48è                   |

| Eolo-Kometa EOK | Eolo-Kometa EOK           | Eolo-Kometa EOK |
| --------------- | ------------------------- | --------------- |
| Núm             | Ciclista                  | Pos             |
| 121             | Francesco Gavazzi (ITA)   | 72è             |
| 122             | Alex Martin (ESP)         | DNF-3           |
| 123             | Javier Serrano (ESP)      | NP-5            |
| 124             | Diego Sevilla (ESP)       | 26è             |
| 125             | Alessandro Fancellu (ITA) | 65è             |
| 126             | Andrea Garosio (ITA)      | NP-5            |
| 127             | Mattia Bais (ITA)         | 21è             |

| Q36.5 Pro Cycling Team Q36 | Q36.5 Pro Cycling Team Q36 | Q36.5 Pro Cycling Team Q36 |
| -------------------------- | -------------------------- | -------------------------- |
| Núm                        | Ciclista                   | Pos                        |
| 131                        | Negasi Abreha (ETH)        | 61è                        |
| 132                        | Matteo Badilatti (SUI)     | 51è                        |
| 133                        | Gianluca Brambilla (ITA)   | 46è                        |
| 134                        | Filippo Conca (ITA)        | 45è                        |
| 135                        | Mark Donovan (GBR)         | 17è                        |
| 136                        | Damien Howson (AUS)        | 4t                         |
| 137                        | Joey Rosskopf (USA)        | 58è                        |

| Electro Hiper Europa EHE | Electro Hiper Europa EHE         | Electro Hiper Europa EHE |
| ------------------------ | -------------------------------- | ------------------------ |
| Núm                      | Ciclista                         | Pos                      |
| 141                      | Alex Molenaar (NED)              | 52è                      |
| 142                      | Joan Martí Bennàssar (ESP)       | 89è                      |
| 143                      | José Luis Faura (ESP)            | 38è                      |
| 144                      | José María García Soriano (ESP)  | 24è                      |
| 145                      | Xavier Cañellas Sánchez (ESP)    | NP-5                     |
| 146                      | José María Martín (ESP)          | 86è                      |
| 147                      | Mateu Estelrich Cabanellas (ESP) | 82è                      |